# 宜昌街 (洛阳)
宜昌街，是中华人民共和国河南省洛阳市涧西区的南北向道路，北起景华路，南讫湖北路，东面是天津路，西面是湖南路。
2004年，当地政府加急基础建设，当年完成对宜昌街的改建工程，支付15万元。